# Ragazze interrotte
Ragazze interrotte (Girl, Interrupted) è un film drammatico del 1999 diretto da James Mangold, con Winona Ryder e Angelina Jolie come protagoniste.
Si tratta dell'adattamento cinematografico del diario La ragazza interrotta, di Susanna Kaysen, tra l'altro anche personaggio principale del film, interpretata da Winona Ryder.
Angelina Jolie per la sua interpretazione è stata premiata con l'Oscar alla miglior attrice non protagonista.

## Trama
1967. Susanna Kaysen è una ragazza diciottenne all'apparenza normale, ma con un cattivo rapporto con i genitori, piena di insicurezze e debolezze e che talvolta si rifugia in un suo universo mentale pur di sfuggire dalla realtà. Ama scrivere e annota i fatti della sua vita in una specie di diario. Una sera, in preda alla depressione, ingoia un flacone di aspirine con della vodka, viene soccorsa e viene ricoverata dai genitori in un ospedale psichiatrico, il Claymoore Hospital, dove Susanna firma il ricovero e resterà per ben 18 mesi.
Quando lo psichiatra diagnostica un disturbo borderline di personalità e lo riferisce ai genitori, aggiungendo che spesso è un disturbo ereditario, la coppia reagisce con deciso rifiuto, non tollerando di essere associati ad una malattia mentale.
Nell'ospedale Susanna incontra Lisa, sociopatica carismatica e decisa, la ricca Daisy, Polly, sconvolta per le ustioni accidentali subite nell'infanzia, la bugiarda patologica Georgina e Janet, una ragazza anoressica. Tra Lisa e Susanna, inizialmente ostili, nasce una sincera amicizia. Durante una loro ispezione notturna nell'ufficio dell'ospedale, Susanna legge la propria cartella clinica, in cui viene definita sessualmente promiscua e borderline.
Un giorno Polly, un'altra paziente dell'ospedale, ha una crisi dopo aver osservato Susanna appartarsi in compagnia del suo amante Toby: capisce che le cicatrici sul suo viso comprometteranno la sua vita sentimentale. Per consolarla, Lisa e Susanna drogano l'infermiera di guardia e cominciano a suonare e cantare accanto alla porta della ragazza. Entrambe vengono convocate nello studio della dottoressa Wick, la quale trasferisce Lisa in un altro reparto.
L'unica ad ascoltare realmente le ragazze è Valerie, un'infermiera che fa di tutto per salvare Susanna da se stessa e dall'amicizia con Lisa, giudicata dannosa per la psiche della giovane scrittrice. Una notte Lisa, che non sopporta di dover subire l'elettroshock, raggiunge la stanza di Susanna e le due fuggono insieme. Raggiungono l'abitazione di Daisy, che era stata dimessa in precedenza. La ragazza accetta di ospitarle, ma Lisa inizia a provocarla con insinuazioni sul rapporto della ragazza con il padre (che si scopre essere incestuoso). Al mattino Daisy, posta brutalmente di fronte allo squallore della sua vita, si impicca. Lisa non resta scossa per nulla dall'evento: ruba i soldi a Daisy e continua la fuga mentre Susanna, sconvolta, torna in ospedale, portandosi dietro Ruby, la gatta di Daisy, pronta ad affrontare un percorso di recupero.
Quando Lisa viene riportata nella clinica, trova il diario di Susanna, e, invidiosa perché ella, considerata guarita, sta per uscire, lo legge ad alta voce davanti a Georgina e Polly, svelando alcune considerazioni che la ragazza aveva fatto sulle due compagne. Susanna allora accusa Lisa di essere "morta dentro" e le dice di aver capito che l'unico modo che la ragazza ha per sentirsi viva è quello di rimanere nella clinica, per tormentare le altre pazienti, aggiungendo che a nessuno importa più di lei. Lisa viene scossa da queste parole e ha una grave crisi nervosa.
Il giorno seguente, prima di essere dimessa, Susanna ha per un'ultima volta modo di parlare con Lisa, nel frattempo sedata e immobilizzata in un letto, e chiarire. Lisa le confessa che sentirà la sua mancanza, e alla fine l'amicizia fra le due ragazze è salva.

## Personaggi
- Susanna Kaysen, interpretata da Winona Ryder, è una diciottenne turbata dalla vita ordinaria. Tenta il suicidio con un'overdose da farmaci e alcool e verrà sottoposta a terapia in un ospedale psichiatrico. Qui scoprirà di essere borderline, tra i suoi sintomi c'è anche la promiscuità sessuale. Legherà molto con le ragazze dell'ospedale, ma alla fine deciderà di iniziare la terapia per poter uscire di lì.
- Lisa Rowe, interpretata da Angelina Jolie, ragazza affetta da disturbo sociopatico, rappresenta sia la coprotagonista che l'antagonista del film, in quanto porta Susanna sulla cattiva strada. Soffre di crisi psicotiche e maniacali, per questo viene sottoposta ad elettroshock. È ribelle, cinica, carismatica e calcolatrice, bugiarda, adora manipolare tutte le ragazze all'intero dell'ospedale.
- Georgina Tuskin, interpretata da Clea DuVall, coinquilina di stanza di Susanna, è affetta da pseudologia fantastica. Adora "Il meraviglioso mago di Oz", libro nel quale si aliena per sfuggire al suo disturbo, ed è una ragazza abbastanza tranquilla ma succube, come tanti, del travolgente carisma di Lisa.
- Daisy Randone, interpretata da Brittany Murphy, ragazza viziata e ricca, vittima degli abusi da parte del padre. Molto infantile, ingenua e complessata, è affetta da disturbo ossessivo-compulsivo, bulimia e da pensieri autolesionistici, mangia in completa solitudine solo il pollo arrosto preparato dal padre ed è dipendente da lassativi e Valium. Verrà dimessa dall'ospedale nonostante sia ancora molto malata e suo padre le comprerà un appartamento. Si impicca dopo essere stata attaccata verbalmente da Lisa.
- Polly Clark, interpretata da Elisabeth Moss, ragazza sedicenne schizofrenica da quando è stata vittima di un incidente quando aveva 10 anni: secondo la versione (non attendibile) di Georgina, si sarebbe bagnata la pelle con della benzina nella convinzione di guarire da un'orticaria causata da un'allergia al suo cagnolino. Nell'accendere un fiammifero, si è ustionata ed è rimasta sfigurata. La sua cartella clinica rivela tuttavia che la sua casa aveva preso fuoco. È una ragazza molto infantile, adora gli animali ed è molto buona anche se a volte ha delle crisi a causa del suo problema, per cui si considera spesso "brutta".
- Janet Webber, interpretata da Angela Bettis, ventenne affetta da anoressia nervosa, ha un carattere ribelle simile a quello di Lisa, ma a differenza di quest'ultima, in alcune situazioni tende ad essere più rispettosa. Viene chiamata "cicciona" da Lisa.
- Cynthia Crowley, interpretata da Jillian Armenante, probabilmente è autistica, anche se lei afferma di essere sociopatica, ha la risata facile e forse è lesbica.
- Valerie Owens, interpretata da Whoopi Goldberg, è l'unica infermiera che dà consigli utili alle ragazze e che mostra umanità verso di loro; è afroamericana ed è spesso vittima di insulti da parte delle pazienti per via del colore della sua pelle. All'apparenza dura, è in realtà molto empatica, infatti è l'unica che intuisce subito che Susanna non merita di stare lì e che Lisa è dannosa per il suo recupero.
- Dottori Melvis Potts e Sonia Wick, interpretati rispettivamente da Jeffrey Tambor e da Vanessa Redgrave, sono i medici della clinica nella quale sono rinchiuse le ragazze; il primo, psichiatra, fa la diagnosi di disturbo borderline a Susanna, mentre la seconda, psicoterapeuta, la prende in terapia.
- Tobias Jacobs, interpretato da Jared Leto, è un ragazzo che Susanna frequenta, e che chiede a quest'ultima di lasciare la clinica e scappare insieme in Canada per sfuggire al reclutamento, ma lei rifiuta.

## Produzione

### Sviluppo
In un'intervista del 2000 al talk show di Charlie Rose, Winona Ryder rivelò la sua forte passione per produrre il film e che ci vollero sette anni per farlo finire sugli schermi. Dopo aver letto l'omonimo libro di Susanna Kaysen, la Ryder provò subito ad aggiudicarsi i diritti, ma erano già stati comprati una settimana prima da Douglas Wick. La Ryder decise quindi di collaborare con Wick assieme al suo manager Carol Bodie, che si offrì come produttore esecutivo. La Ryder affermò inoltre che dovette insistere molto per convincere James Mangold, inizialmente riluttante, a dirigere il film, e che lo riteneva il regista giusto dopo aver visto il suo debutto Dolly's Restaurant, che trattava una trama simile a Ragazze interrotte, sebbene riscontrando molto meno successo del successivo film di James Mangold.
La Ryder, il produttore Wick ed il regista Mangold stabilirono poi una sceneggiatura finale per spostare le riprese a metà del 1998; però poi la Columbia ritardò ulteriormente ancora la produzione del film fino all'inizio del 1999, in modo che Winona Ryder potesse prima girare il loro film horror Lost Souls (uscito poi nel 2000, un anno dopo Ragazze interrotte).

### Cast
Per via del maggior numero di personaggi femminili del film, un gran numero di attrici partecipò ai casting per aggiudicarsi delle parti in esso: tra tutte spiccano Christina Ricci, Katie Holmes, Gretchen Mol, Kate Hudson, Alicia Witt, Sarah Polley e Rose McGowan, tutte in lizza per i ruoli principali di Susanna e Lisa. Mangold incontrò anche Courtney Love, per discutere del ruolo di Lisa, e Alanis Morissette, per un altro ruolo non specificato.
Anche Parker Posey rifiutò una parte, mentre Leelee Sobieski, che aveva precedentemente firmato per interpretare Daisy, abbandonò gli studi poche settimane prima dell'inizio delle riprese dopo aver ricevuto un'offerta per recitare come protagonista nella miniserie TV Giovanna d'Arco.

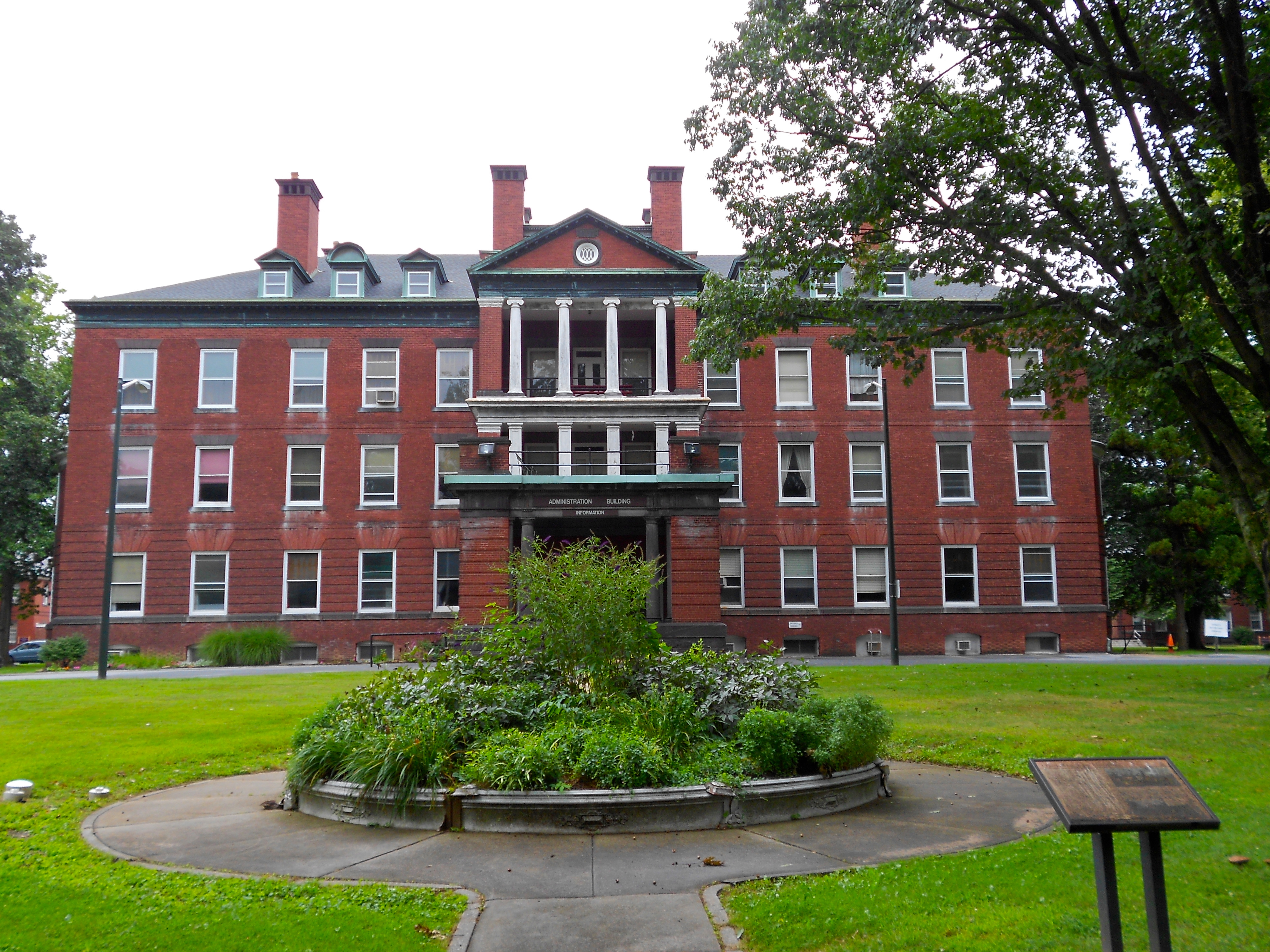
L'Harrisburg State Hospital, Pennsylvania, dove si sono svolte la maggior parte delle riprese

### Riprese
Le riprese del film si sono svolte tutte in Pennsylvania, principalmente a Mechanicsburg e all'Harrisburg State Hospital di Harrisburg, all'inizio del 1999.

## Colonna sonora
La colonna sonora ufficiale e completa del film è stata pubblicata il 18 gennaio del 2000, composta in totale da 10 tracce:
1. Downtown - Petula Clark (3:05)
2. It's All Over Now, Baby Blue - Them (3:50)
3. Got a Feelin - The Mamas and the Papas (2:44)
4. Time Has Come Today - The Chambers Brothers (2:37)
5. Comin' Back to Me - Jefferson Airplane (5:14)
6. Angel of the Morning - Merrilee Rush (3:19)
7. Right Time - Aretha Franklin (4:45)
8. How to Fight Loneliness - Wilco (3:52)
9. The Weight - The Band (4:23)
10. The End of the World - Skeeter Davis (2:33)

## Accoglienza

### Critica
Ragazze interrotte ha ricevuto recensioni contrastanti da parte della critica: a partire soltanto dal 2022, sul sito web Rotten Tomatoes, il film ha ricevuto il 53% delle critiche professionali positive, con un voto medio di 5,70 su 10, basato su 115 recensioni. Il consenso del sito afferma: "Angelina Jolie offre una performance intensa, ma nel complesso il film soffre di una trama sottile e prevedibile, che non riesce a catturare la potenza del suo materiale sorgente".
Il film ha anche un punteggio di 51 su Metacritic, basato su 32 recensioni, indicando "recensioni contrastanti o nella media", mentre il pubblico intervistato da CinemaScore ha assegnato al film un voto medio di "B", su una scala da A a F.
Invece, per il New York Times, Stephen Holden ha scritto: "Ragazze interrotte è un piccolo, intenso pezzo d'epoca con un atteggiamento duro e duro nei confronti delle bambine pigre e autoindulgenti che flirtano con la follia: puoi impazzire o puoi superalo. A te la scelta." Tom Coates, per la BBC, ha invece scritto: "Il film è un adattamento decente del libro di memorie [di Kaysen] di questo periodo, rifinito e rifinito per un pubblico più familiare con lucentezza e grinta".
Per il Los Angeles Times, Kenneth Turan è stato critico nei confronti dell'adattamento della sceneggiatura dal romanzo originale, scrivendo di avere "difficoltà a resistere alla produzione di ovvi drammi standard della variante di Qualcuno volò sul nido del cuculo" e, sebbene abbia ammesso che le interpretazioni della Ryder e della Jolie aiutino, il film "rimane onesto per quanto riesca sporadicamente ad esserlo… Entrambe le donne si sono legate fortemente alle loro parti e assicurano la realtà dei loro personaggi, anche se i drammi in cui sono coinvolti non sempre raggiungono quello standard".
Anche Roger Ebert ha lodato le interpretazioni recitative delle protagoniste, ma è anche stato critico nei confronti dell'"incapacità del film di concentrarsi sui temi che presenta", scrivendo: "Il film parla principalmente del personaggio e del suo comportamento e, sebbene ci siano scene individuali di recitazione potente, non sembra esserci una destinazione. Ecco perché la conclusione è così insoddisfacente: la storia, non essendo riuscita a dotarsi di conflitti tra i personaggi che possono essere risolti con il dramma, si trasforma invece in melodramma".
Infine Jami Bernard, per il Daily News, ha dato al film una recensione mista, assegnandogli 2 stelle su quattro, accompagnando il suo voto scrivendo che "[Winona Ryder] è spesso solo una figura stropicciata e svogliata su un letto, che, sebbene fedele alla natura della depressione, non è, dal punto di vista cinematografico, l'immagine più avvincente" e descrivendo le performance di Whoopi Goldberg e Vanessa Redgrave come "al limite dei cameo".

### Opinione dell'autrice
Non mancò poi, ovviamente, l'autrice del libro nonché protagonista della vicenda, Susanna Kaysen, che è stata tra i detrattori del film, poiché accusò Mangold di aver aggiunto "sciocchezze melodrammatiche" alla storia, inventando punti della trama che non erano nel libro (come il momento in cui Lisa e Susanna scappano insieme).

## Riconoscimenti
- 2000 - Premio Oscar
  - Miglior attrice non protagonista a Angelina Jolie[20]
- 2000 - Golden Globe[21]
  - Miglior attrice non protagonista a Angelina Jolie
- 1999 - Critics Choice Awards[22]
  - Miglior attrice non protagonista a Angelina Jolie
- 2000 - Screen Actors Guild Award[23]
  - Miglior attrice non protagonista a Angelina Jolie
- 1999 - Teen Choice Awardss
  - Candidatura al miglior film drammatico a James Mangold
  - Candidatura alla miglior attrice a Angelina Jolie
- 2000 - Blockbuster Entertainment Award
  - Miglior attrice non protagonista a Angelina Jolie
  - Candidatura alla miglior attrice protagonista a Winona Ryder
- 2000 - Broadcast Film Critics Association Award
  - Miglior attrice non protagonista a Angelina Jolie
  - Candidatura al miglior attore non protagonista a Jared Leto[24]
- 2000 - Chicago Film Critics Association Award
  - Candidatura alla miglior attrice non protagonista a Angelina Jolie
- 2001 - Empire Award
  - Candidatura alla miglior attrice protagonista a Angelina Jolie